# مولدجورد
مولدجورد (به لاتین: Moldjord) یک منطقهٔ مسکونی در نروژ است که در Salten واقع شده‌است. مولدجورد ۱۱ متر بالاتر از سطح دریا واقع شده‌است.